# Filippo Luigi del Palatinato-Neuburg
Filippo Luigi del Palatinato-Neuburg (Zweibrücken, 2 ottobre 1547 – Neuburg, 22 agosto 1614) fu conte palatino, duca del Palatinato-Neuburg.

## Biografia
Era figlio di Volfango del Palatinato-Zweibrücken e di Anna d'Assia.
Alla morte del padre nel 1569, lui e i fratelli si spartirono i domini paterni e a Filippo Luigi toccò il ducato di Neuburg.
Sposò a Neuburg nel 1574 una nipote di Ferdinando I d'Asburgo, in quanto figlia di Maria d'Austria, Anna di Jülich-Kleve-Berg (1552-1632)
Nel 1613 si convertì al cattolicesimo e venne a far parte della Lega cattolica accanto alla Spagna.
Con il trattato di Xanten, che sanciva la fine delle ostilità per la successione al ducato Jülich-Cleves-Berg, Filippo Luigi ottenne per sé e per i suoi eredi i territori di Jülich-Berg e la città di Ravenstein.
Morì nel 1614 e fu sepolto a Lauingen.

## Discendenza
Filippo Luigi ed Anna ebbero otto figli:
- Anna Maria (Neuburg, 18 agosto 1575-Dornburg, 11 febbraio 1643), che sposò Federico Guglielmo I di Sassonia-Weimar;
- Dorotea Sabina (Neuburg, 13 ottobre 1576-Neuburg, 12 dicembre 1598);
- Volfango Guglielmo (Neuburg, 4 novembre 1578-Düsseldorf, 20 marzo 1653);
- Ottone Enrico (Neuburg, 28 ottobre 1580-Neuburg, 2 marzo 1581),
- Augusto (Neuburg, 2 ottobre 1582-Weinheim, 14 agosto 1632);
- Amalia Edvige (Neuburg, 24 dicembre 1584-Neuburg, 15 agosto 1607);
- Giovanni Federico (Neuburg, 23 agosto 1587-Hilpoltstein, 19 ottobre 1644);
- Sofia Barbara (Neuburg, 3 aprile 1590-Neuburg, 21 dicembre 1591).

## Ascendenza
|                                               |                                   |                                            | Genitori                                               |  |  | Nonni |  |  | Bisnonni                                      |  |  | Trisnonni                                     |  |
|                                               |                                   |                                            |                                                        |  |  |       |  |  | 8. Alexander, duca del Palatinato-Zweibrücken |  |  | 16. Ludwig I, duca del Palatinato-Zweibrücken |  |
|                                               |                                   |                                            |                                                        |  |  |       |  |  | 8. Alexander, duca del Palatinato-Zweibrücken |  |  | 16. Ludwig I, duca del Palatinato-Zweibrücken |  |
|                                               |                                   | 17. Jeanne de Croÿ                         |                                                        |  |  |       |  |  | 8. Alexander, duca del Palatinato-Zweibrücken |  |  |                                               |  |
| 4. Ludwig II, duca del Palatinato-Zweibrücken |                                   |                                            |                                                        |  |  |       |  |  | 8. Alexander, duca del Palatinato-Zweibrücken |  |  |                                               |  |
|                                               |                                   | 9. Margarete von Hohenlohe-Weikersheim     | 18. Kraft VI, conte di Hohenlohe-Weikersheim           |  |  |       |  |  |                                               |  |  |                                               |  |
|                                               |                                   | 9. Margarete von Hohenlohe-Weikersheim     | 18. Kraft VI, conte di Hohenlohe-Weikersheim           |  |  |       |  |  |                                               |  |  |                                               |  |
|                                               |                                   | 9. Margarete von Hohenlohe-Weikersheim     | 19. Helene von Württemberg-Stuttgart                   |  |  |       |  |  |                                               |  |  |                                               |  |
| 2. Wolfgang, duca del Palatinato-Zweibrücken  |                                   | 9. Margarete von Hohenlohe-Weikersheim     |                                                        |  |  |       |  |  |                                               |  |  |                                               |  |
|                                               |                                   | 10. Wilhelm I, langravio d'Assia           | 20. Ludwig II, langravio d'Assia                       |  |  |       |  |  |                                               |  |  |                                               |  |
|                                               |                                   | 10. Wilhelm I, langravio d'Assia           | 20. Ludwig II, langravio d'Assia                       |  |  |       |  |  |                                               |  |  |                                               |  |
|                                               |                                   | 10. Wilhelm I, langravio d'Assia           | 21. Mechthild von Württemberg-Urach                    |  |  |       |  |  |                                               |  |  |                                               |  |
| 5. Elisabeth von Hessen                       |                                   | 10. Wilhelm I, langravio d'Assia           |                                                        |  |  |       |  |  |                                               |  |  |                                               |  |
|                                               |                                   | 11. Anna von Braunschweig-Lüneburg         | 22. Wilhelm II, duca di Brunswick-Lüneburg             |  |  |       |  |  |                                               |  |  |                                               |  |
|                                               |                                   | 11. Anna von Braunschweig-Lüneburg         | 22. Wilhelm II, duca di Brunswick-Lüneburg             |  |  |       |  |  |                                               |  |  |                                               |  |
|                                               |                                   | 11. Anna von Braunschweig-Lüneburg         | 23. Elisabeth zu Stolberg                              |  |  |       |  |  |                                               |  |  |                                               |  |
| 1. Filippo Luigi del Palatinato-Neuburg       |                                   | 11. Anna von Braunschweig-Lüneburg         |                                                        |  |  |       |  |  |                                               |  |  |                                               |  |
|                                               | 12. Wilhelm II, langravio d'Assia | 24. Ludwig II, langravio d'Assia (= 20)    |                                                        |  |  |       |  |  |                                               |  |  |                                               |  |
|                                               | 12. Wilhelm II, langravio d'Assia | 24. Ludwig II, langravio d'Assia (= 20)    |                                                        |  |  |       |  |  |                                               |  |  |                                               |  |
|                                               | 12. Wilhelm II, langravio d'Assia | 25. Mechthild von Württemberg-Urach (= 21) |                                                        |  |  |       |  |  |                                               |  |  |                                               |  |
| 6. Philipp I, langravio d'Assia               | 12. Wilhelm II, langravio d'Assia |                                            |                                                        |  |  |       |  |  |                                               |  |  |                                               |  |
|                                               |                                   | 13. Anna von Mecklenburg-Schwerin          | 26. Magnus II, duca di Meclemburgo-Schwerin            |  |  |       |  |  |                                               |  |  |                                               |  |
|                                               |                                   | 13. Anna von Mecklenburg-Schwerin          | 26. Magnus II, duca di Meclemburgo-Schwerin            |  |  |       |  |  |                                               |  |  |                                               |  |
|                                               |                                   | 13. Anna von Mecklenburg-Schwerin          | 27. Sophie von Pommern-Wolgast                         |  |  |       |  |  |                                               |  |  |                                               |  |
| 3. Anna von Hessen                            |                                   | 13. Anna von Mecklenburg-Schwerin          |                                                        |  |  |       |  |  |                                               |  |  |                                               |  |
|                                               |                                   | 14. Georg, duca di Sassonia                | 28. Albrecht III, duca di Sassonia                     |  |  |       |  |  |                                               |  |  |                                               |  |
|                                               |                                   | 14. Georg, duca di Sassonia                | 28. Albrecht III, duca di Sassonia                     |  |  |       |  |  |                                               |  |  |                                               |  |
|                                               |                                   | 14. Georg, duca di Sassonia                | 29. Zdeňka z Poděbrad                                  |  |  |       |  |  |                                               |  |  |                                               |  |
| 7. Christina von Sachsen                      |                                   | 14. Georg, duca di Sassonia                |                                                        |  |  |       |  |  |                                               |  |  |                                               |  |
|                                               |                                   | 15. Barbara Jagiellonka                    | 30. Kazimierz IV, re di Polonia e granduca di Lituania |  |  |       |  |  |                                               |  |  |                                               |  |
|                                               |                                   | 15. Barbara Jagiellonka                    | 30. Kazimierz IV, re di Polonia e granduca di Lituania |  |  |       |  |  |                                               |  |  |                                               |  |
|                                               |                                   | 15. Barbara Jagiellonka                    | 31. Elisabeth von Österreich                           |  |  |       |  |  |                                               |  |  |                                               |  |
|                                               |                                   | 15. Barbara Jagiellonka                    |                                                        |  |  |       |  |  |                                               |  |  |                                               |  |